# Wohn- und Wirtschaftsgebäude Klosterstraße 34

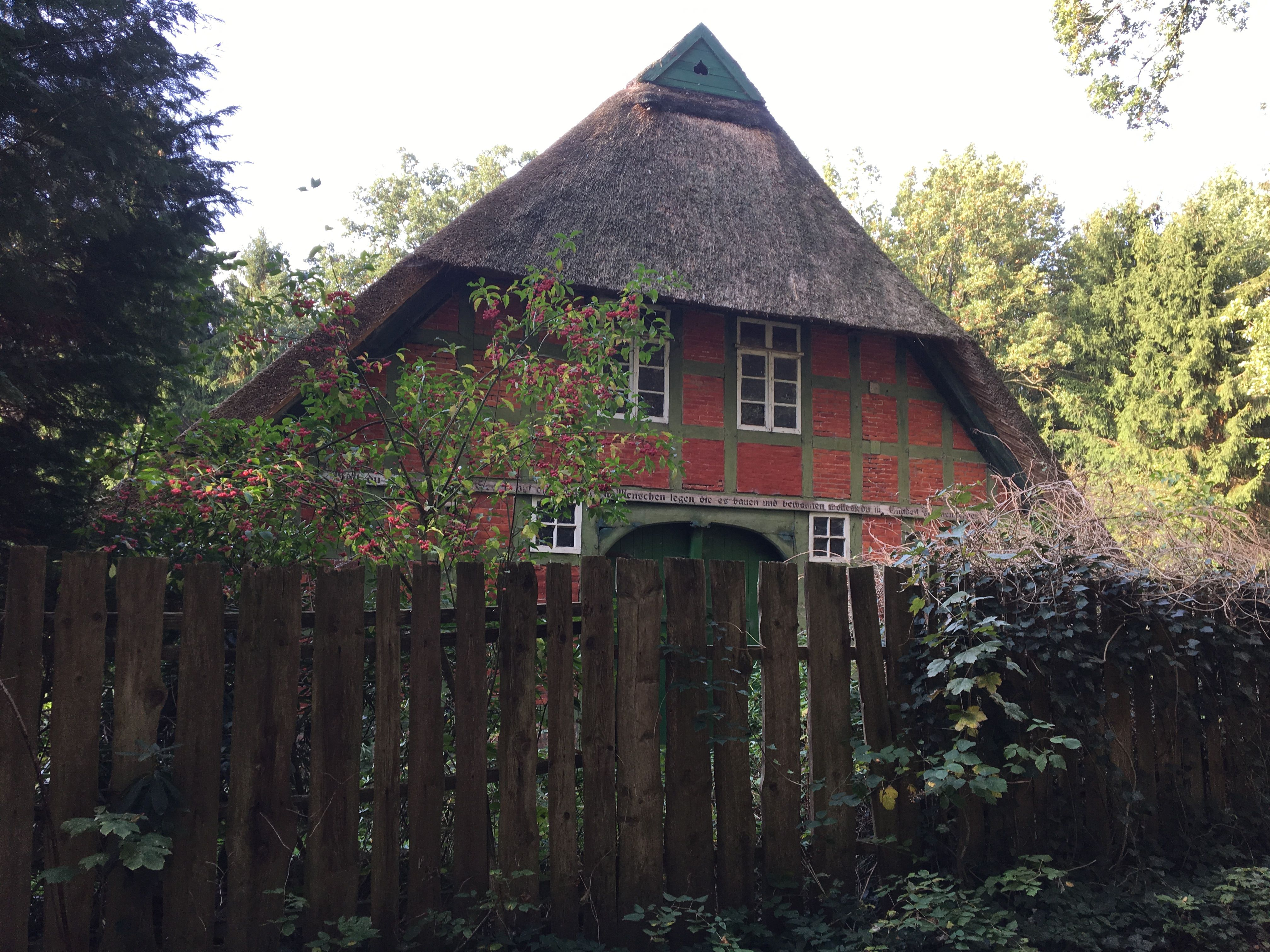
Ostgiebel (2018)

Das Wohn- und Wirtschaftsgebäude Klosterstraße 34 in der niedersächsischen Gemeinde Gnarrenburg, Ortsteil Barkhausen, wurde im 19. Jahrhundert gebaut. Aktuell (2025) wird es zum Wohnen genutzt.
Das Gebäude steht unter Denkmalschutz (siehe auch Liste der Baudenkmale in Gnarrenburg).

## Geschichte und Beschreibung
Barkhausen wurde 1784 in der frühen Phase der Moorkolonisation gegründet. Es liegt zwei Kilometer östlich des Kernortes Gnarrenburg und gehört zum Landkreis Rotenburg (Wümme). Die Besiedelung fand zunächst nur direkt am Oste-Hamme-Kanal statt und erstreckte sich anschließend weiter nördlich und östlich in den Bereich dieser Hofanlage.
Das eingeschossige, giebelständige Gebäude als Zweiständer-Hallenhaus in Fachwerk mit Steinausfachungen, reetgedecktem Walmdach (am Wohngiebel als Krüppelwalm), Uhlenloch und Grooter Door mit Korbbogen, wurde im 19. Jahrhundert gebaut.
Das Landesdenkmalamt befand u. a.: „… ein regionstypisches Hallenhaus des 19. Jahrhunderts in Zweiständerkonstruktion ….“